# Liste des ambassadeurs de France au Guyana
La représentation diplomatique de la République française auprès de la république coopérative du Guyana est située à l'ambassade de France à Paramaribo, capitale du Suriname, et son ambassadeur est, depuis 2022, Nicolas de Bouillane de Lacoste.

## Représentation diplomatique de la France
La France n'a pas de représentation diplomatique permanente au Guyana. Lorsque l'ancienne Guyane britannique accède à l'indépendance le 26 mai 1966, sous le nom de Guyana, la France ouvre des relations diplomatiques avec ce pays. Elle fait d'abord accréditer son ambassadeur en Jamaïque, puis, à partir de 1968, la France est représentée par l'ambassadeur de France à Port-d'Espagne. Depuis 1999, c'est l'ambassadeur de France au Suriname qui est accrédité auprès de la république coopérative du Guyana.

## Ambassadeurs de France au Guyana
| De   | À    | Ambassadeur                     | Résidence      |
| ---- | ---- | ------------------------------- | -------------- |
| 1967 | 1968 | Jean Fournier de Montoussé      | Kingston       |
| 1968 | 1975 | Paul Le Mintier de Léhélec      | Port-d'Espagne |
| 1975 | 1979 | Henri Chollet                   | Port-d'Espagne |
| 1979 | 1982 | René de Choiseul-Praslin        | Port-d'Espagne |
| 1982 | 1984 | Françoise Claude-Lafontaine     | Port-d'Espagne |
| 1984 | 1987 | Jean Le Cannelier               | Port-d'Espagne |
| 1987 | 1991 | Jane Debenest                   | Port-d'Espagne |
| 1991 | 1995 | Denis Nardin                    | Port-d'Espagne |
| 1995 | 1999 | Pierre Ariola                   | Port-d'Espagne |
| 1999 | 2005 | Olivier Pelen                   | Paramaribo     |
| 2005 | 2008 | Jean-Marie Bruno                | Paramaribo     |
| 2008 | 2011 | Richard Barbeyron               | Paramaribo     |
| 2011 | 2014 | Joël Godeau                     | Paramaribo     |
| 2014 | 2017 | Michel Prom                     | Paramaribo     |
| 2017 | 2022 | Antoine Joly                    | Paramaribo     |
| 2022 | auj. | Nicolas de Bouillane de Lacoste | Paramaribo     |

## Consulats
Il existe un consul honoraire exerçant à Georgetown, capitale du Guyana.